# Knautia midzorensis
Espèce
Classification phylogénétique
Knautia midzorensis est une espèce de plantes du genre Knautia et de la famille des Dipsacaceae.